# 茶茱萸目
茶茱萸目是被子植物菊类植物分支唇形类植物分支的一个目，下有两个科。
2016年发布的APG IV 分类法将之前独立的茶茱萸科和钩药茶科放在一起组成本目。